# Рогачев (Краснодарский край)
Рогачев — хутор в Кавказском районе Краснодарского края.
Входит в состав Лосевского сельского поселения.

## География

### Улицы
- ул. Дружбы,
- ул. Степная,
- ул. Широкая.

## Население
| 2002 | 2010 |
| ---- | ---- |
| 254  | ↗263 |